# Wakasa (Fukui)
Pour les articles homonymes, voir Wakasa.
Wakasa (若狭町, Wakasa-chō) est un bourg du district de Mikatakaminaka, dans la préfecture de Fukui, au Japon.

## Géographie

### Démographie
Au 1er février 2014, la population de Wakasa s'élevait à 15 576 habitants répartis sur une superficie de 178,65 km2.

## Histoire
La création de Wakasa date de 2005 après la fusion des bourgs de Mikata et de Kaminaka.